# Акушо
Акушо (груз. აკუშო) — село в Грузии, в муниципалитете Душети края Мцхета-Мтианети. 

## География
Село расположено в северной части края, в 44 километрах по прямой к северо-востоку от центра муниципалитета Душети. Высота центра — 1460 метров над уровнем моря.

## Население
По данным переписи населения 2014 года, в селе проживало 4 человека.
| Год  | Население | Мужчины | Женщины |
| ---- | --------- | ------- | ------- |
| 1926 | 91        | 33      | 58      |
| 2002 | 14        | 5       | 9       |
| 2014 | 4         | 3       | 1       |